# Bahnstrecke Teterow–Gnoien
| Streckennummer (DB): | 6937                    |                     |                     |
| Kursbuchstrecke (DB): | 176 (1996)              |                     |                     |
| Kursbuchstrecke: | 105m (1934) 118f (1946) |                     |                     |
| Streckenlänge: | 26,5 km                 |                     |                     |
| Spurweite: | 1435 mm (Normalspur)    |                     |                     |
| |                         |                     |                     |
| \| \| \| von Güstrow \| \| \| \| 0,0 \| Teterow \| Teterow \| \| \| \| nach Neubrandenburg \| \| \| \| 1,9 \| Teterow See \| Teterow See \| \| \| 7,1 \| Thürkow \| Thürkow \| \| \| 10,2 \| Schwetzin \| Schwetzin \| \| \| 12,4 \| Groß Wüstenfelde \| Groß Wüstenfelde \| \| \| 14,9 \| Schrödershof \| Schrödershof \| \| \| 17,2 \| Poggelow \| Poggelow \| \| \| 20,8 \| Klein Lunow \| Klein Lunow \| \| \| \| von Grammow \| \| \| \| 24,9 \| Dölitz \| Dölitz \| \| \| 26,5 \| Gnoien \| Gnoien \| |                         |                     |                     |
| Strecke |                         | von Güstrow         | von Güstrow         |
| Bahnhof | 0,0                     | Teterow             | Teterow             |
| Abzweig ehemals geradeaus und nach rechts |                         | nach Neubrandenburg | nach Neubrandenburg |
| Haltepunkt / Haltestelle (Strecke außer Betrieb) | 1,9                     | Teterow See         | Teterow See         |
| Bahnhof (Strecke außer Betrieb) | 7,1                     | Thürkow             | Thürkow             |
| Haltepunkt / Haltestelle (Strecke außer Betrieb) | 10,2                    | Schwetzin           | Schwetzin           |
| Bahnhof (Strecke außer Betrieb) | 12,4                    | Groß Wüstenfelde    | Groß Wüstenfelde    |
| Haltepunkt / Haltestelle (Strecke außer Betrieb) | 14,9                    | Schrödershof        | Schrödershof        |
| Bahnhof (Strecke außer Betrieb) | 17,2                    | Poggelow            | Poggelow            |
| Haltepunkt / Haltestelle (Strecke außer Betrieb) | 20,8                    | Klein Lunow         | Klein Lunow         |
| Abzweig geradeaus und von links (Strecke außer Betrieb) |                         | von Grammow         | von Grammow         |
| Haltepunkt / Haltestelle (Strecke außer Betrieb) | 24,9                    | Dölitz              | Dölitz              |
| Kopfbahnhof Streckenende (Strecke außer Betrieb) | 26,5                    | Gnoien              | Gnoien              |

Die Bahnstrecke Teterow–Gnoien war eine eingleisige Nebenbahn in Mecklenburg-Vorpommern.

## Geschichte

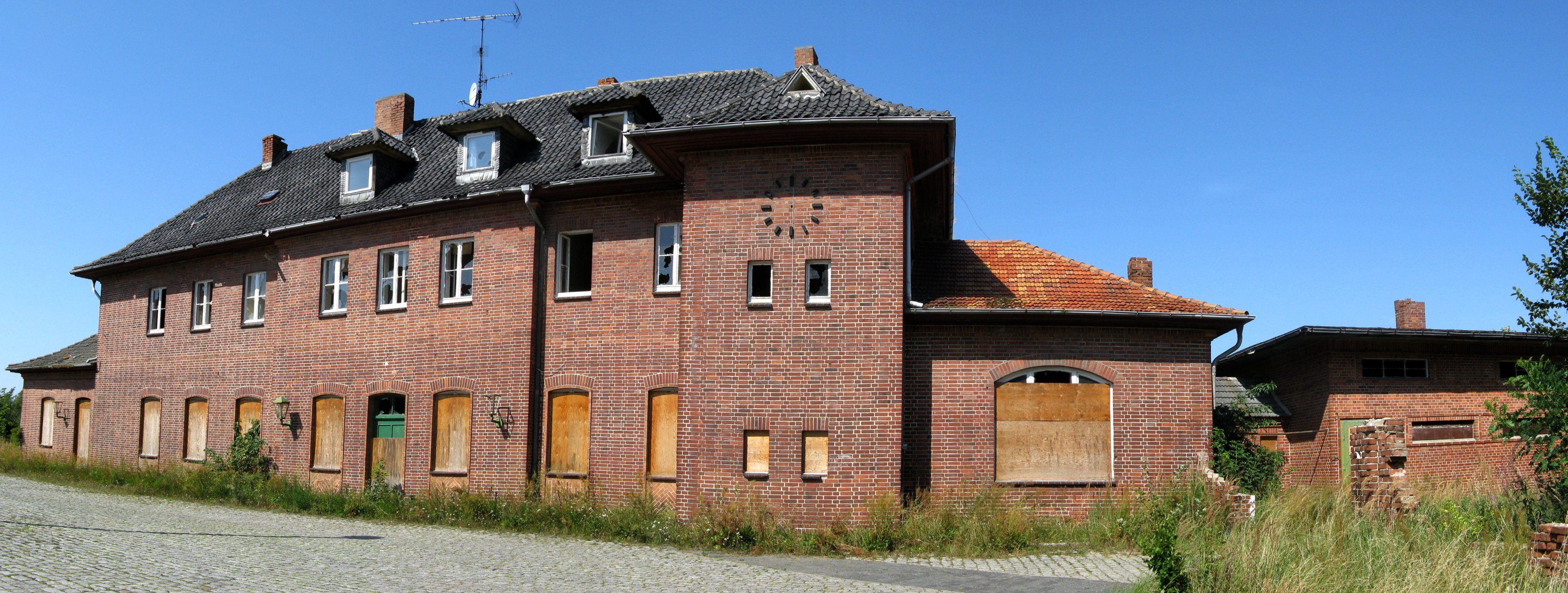
Bahnhofsgebäude in Gnoien (2009)

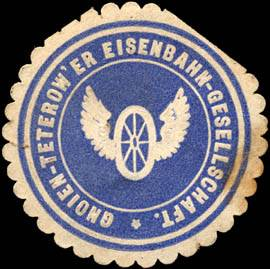
Siegelmarke der Gnoien-Teterower Eisenbahn-Gesellschaft

### Gnoien - Teterower - Eisenbahn-Gesellschaft
1864 wurde die Bahnstrecke Bützow–Stettin von Güstrow über Teterow nach Neubrandenburg verlängert, drei Jahre später weiter nach Stettin. Dadurch wurden frühere Planungen für abzweigende Bahnen von dieser Strecke wieder aufgegriffen. Eine davon war eine Bahn von Teterow nach Gnoien mit eventueller Verlängerung nach Bad Sülze. Nachdem 1883 ein Schreiben mit genauen Planungen in den Schweriner Landtag eingereicht wurde, entschied das Eisenbahnkomitee des Landtags zwischen der Strecke von Teterow nach Gnoien und einer von Neukalen nach Gnoien. Im Dezember 1883 entschied sich das Gremium für die Variante Teterow-Gnoien.
Zur Erschließung der vor allem landwirtschaftlich genutzten Gegend nördlich von Teterow mit der Kleinstadt Gnoien wurde im August 1883 die Gnoien-Teterower Eisenbahn-Gesellschaft gegründet, welche das in Stettin ansässige Unternehmen Lenz & Co. mit Bau und Betrieb beauftragte.
Die Konzession zum Bau der Strecke wurde am 14. Februar 1884 erteilt. So wurde dann am 30. März 1883 der Grundstein des Bahnhofes gelegt. Das Empfangsgebäude wurde von den Herren Mauermeister Stubbe und Zimmermeister Spenker gebaut. Der Hofzimmermeister Küster übernahm den Bau des Güter-Lokomotiv und Kohlenschuppens.
Die Strecke wurde am 5. November 1884 eröffnet. Ursprüngliche Überlegungen, sie weiter über Tribsees in Richtung Stralsund oder Greifswald zu führen, wurden nicht verwirklicht. 1889 wurde die Privatanschlussbahn von Dölitz nach Grammow eröffnet, die anfangs vor allem der Abfuhr von Rüben zur Zuckerfabrik in Teterow diente und – später als Nebenbahn betrieben – bis zur Demontage 1946 existierte.

### Betrieb in Staatseigentum
Am 10. März 1890 wurde die Bahngesellschaft, wie viele andere private mecklenburgische Bahngesellschaften jener Zeit, verstaatlicht und Bestandteil der Großherzoglichen Friedrich-Franz-Eisenbahn. Dabei gingen drei Lokomotiven der Teterow-Gnoiener Eisenbahn in den Bestand der Staatsbahn über.
Nach dem Ersten Weltkrieg ging die Strecke wie die ganze Friedrich-Franz-Bahn in den Deutschen Reichseisenbahnen auf, aus denen sich die Deutsche Reichsbahn entwickelte. Praktisch im gesamten Existenzzeitraum der Bahnverbindung bestand das Personenzugangebot aus vier, selten fünf, Zugpaaren, die zwischen Teterow und Gnoien pendelten. Nach 1945 entging die Strecke nur knapp der reparationsbedingten Demontage durch die sowjetischen Besatzungstruppen. Bedeutung hatte sie bis 1990 vor allem für den Güterverkehr mit landwirtschaftlichen Produkten. 1990 fuhren die letzten Züge für den Transport von Zuckerrüben; das übrige Frachtaufkommen schmolz dahin.
Mitte der 1990er Jahre war die Verbindung in zweifacher Hinsicht ein Kuriosum: Zum einen verkehrte hier der letzte Personenzug mit Güterbeförderung bei der Deutschen Bahn, welcher einen Brennstoffhändler am Bahnhof Gnoien belieferte. Zum anderen gab es hier eine mehrere Kilometer lange Langsamfahrstelle, die nur mit 10 km/h befahrbar war. Die Züge benötigten zuletzt 33 Minuten für die fünf Kilometer von Thürkow nach Groß Wüstenfelde. Dies führte – auch aufgrund der dünnen Besiedlung entlang der Strecke – zu ihrem raschen Ende. Am 1. Juni 1996 wurde der Verkehr eingestellt; ein Jahr später wurde die Strecke stillgelegt, jedoch ohne sie zu entwidmen.

### Gegenwart
Heute sind die Gleise bis auf wenige Stellen gänzlich rückgebaut. Die Trasse lässt sich im Landschaftsbild gut ausmachen. 
Der Bahnhof Gnoien ist seit 2019 in privater Hand; der Eigentümer baut seit 2022 das Bahnhofsgebäude in altersgerechte Wohnungen um, das Erscheinungsbild soll weitgehend unverändert bleiben.
 Trotz Bestrebungen von Teterower Lokalpolitikern, eine als Flaschenhals empfundene Bahnunterführung abzureisen, hat die Bahn Stand 2025 ausdrücklich kein Interesse die Strecke zu entwidmen.